# Ketapang (Ulujami)
Ketapang is een bestuurslaag in het regentschap Pemalang van de provincie Midden-Java, Indonesië. Ketapang telt 4426 inwoners (volkstelling 2010).